# گوچهر بازرنگی
گوچهر (در منابع عربی: جزهر) یکی از نجیب‌زادگان که تابع اشکانیان بوده ولی در سرزمین پارس مستقل بوده و به نام خود سکه ضرب میکردند . از دودمان بازرنگی و فرمانروای استخر در اوایل سده سوم میلادی بود. او در سال ۲۰۵ یا ۲۰۶ میلادی به دست بابک پدر اردشیر کشته شد. رام‌بهشت همسر ساسان دختر او بود.بعد از ساسانیان نیز به گزارش مسعودی   جزیی از عشایر یا زموم کردی بوده اند و به همراه طوایف شکانی ،گرمانی ، کزروبی ، رامانی، تیرمردانی و ...
قدرت عشایری و جنگی کرد(عشایر) را تشکیل میدادند.